# Barbara Prantl
Barbara Prantl (1990) è un'ex sciatrice alpina austriaca.

## Biografia
Slalomista pura attiva in gare FIS dal dicembre del 2005, in Coppa Europa la Prantl esordì il 20 novembre 2009 a Wittenburg, conquistando l'unico podio della sua carriera (3ª), e prese per l'ultima volta il via l'11 febbraio 2012 a Bad Wiessee (17ª). Si ritirò al termine della stagione 2012-2013 e la sua ultima gara fu lo slalom speciale dei Campionati liechtensteinesi 2013, disputato il 30 marzo a Malbun e chiuso dalla Prantl al 15º posto; non debuttò in Coppa del Mondo né prese parte a rassegne olimpiche o iridate.

## Palmarès

### Coppa Europa
- Miglior piazzamento in classifica generale: 75ª nel 2010
- 1 podio:
  - 1 terzo posto